# Каток Світлана Борисівна
Світлана Борисівна Каток (нар. 1 травня 1947, Москва, СРСР) — радянська і американська математикиня, професорка Пенсильванського університету .

## Життєпис
Світлана Каток народилася і виросла в Москві, її батько — математик Борис Абрамович Розенфельд .
1964 року вступила на мехмат МДУ, 1969 року успішно його закінчила. Однак вона не була прийнята до аспірантури мехмату, і за запрошенням Ісаака Мойсейовича Яглома вступила до аспірантури Вечірнього металургійного інституту, а після її закінчення деякий час працювала в дитячому клубі МДУ «Орлятко».
1978 року вона емігрувала до США. 1983 року захистила дисертацію в Мерілендському університеті під керівництвом Дона Цагіра (в цей час область її наукових інтересів змістилася від теорії динамічних систем до теорії чисел). Після цього вона працювала в Каліфорнійському університеті Лос-Анджелеса, а 1990 року перейшла до університету штату Пенсільванія, отримавши посаду повної професорки 1993 року.
Она була відповідальною редакторкою Electronic Research Announcements of the American Mathematical Society від моменту заснування журналу 1995 року і до 2007 року, а від 2007 року є відповідальною редакторкою його наступника Electronic Research Announcements in Mathematical Sciences, який публікується видавництвом AIMS. 1996 року вона (спільно з Анатолієм Катком і А. Г. Кушніренко) заснувала MASS Program — унікальну для США програму з відбору студентів бакалаврату з різних університетів для навчання протягом одного семестру за спеціальною програмою.

## Визнання
- 2004 року Світлана Каток була Нетерівською лекторкою Асоціації жінок у математиці.[9]
- Від 2012 року вона є дійсною членкинею Американського математичного товариства, як і її чоловік, математик Анатолій Каток.[10]

## Книги
- С. Б. Каток. Фуксовы группы. — М. : Факториал Пресс, 2002. — 160 с. — ISBN 5-88688-058-5.
- С. Б. Каток. p-адический анализ в сравнении с вещественным. — М : МЦНМО, 2004. — 107 с. — ISBN 5-94057-149-2.